# 西北幫
西北幫，高雄黑幫團體，屬於本省角頭團體，起源於高雄市新興區，該幫派勢力發展已久，至今延伸的相關成員依舊活躍在高雄市區等地，實際成員不明，包含準成員可能有數百人之間。西北幫成立於高雄市新興區同愛街的「西北戲院」，最早媒體寫作「西北派」、外界俗稱為「西北仔」等等，近代警方及媒體為了方便分類，逐一將同地緣關係角頭統稱為「幫」。
西北幫原是兩個不同勢力的敵對角頭，兩派談和後歃血為盟所成立，1970年代至1980年代其地盤以「藍寶石大歌廳」為中心，生意橫跨娛樂產業並影響當年的演藝圈發展而盛極一時。然而西北幫歷經嚴重的內訌事件及掃黑波及影響，並因具代表性成員相繼逝去逐漸凋零，至今所延伸的新世代成員行事已趨於低調。

## 略史

### 創立背景
1966年前後，原混跡「七賢」綽號「阿雄仔」的吳守雄以高雄市二號運河一帶俗稱「豬灶」的豬隻屠宰場為中心，自成一派建立起新的角頭勢力，以及來自高雄縣岡山鎮的「時鐘」龔書清在高雄火車站與當地不良份子結拜並以「十八斧頭」為名號出道。兩派人馬便為爭奪高雄運河及[二號運河畔左岸的咖啡一帶的妓院利益拉開戰幕。
兩派爭鋒相對多年後，於1974年間由「豬灶幫」的吳守雄主動向因殺人案剛出獄的「十八斧頭幫」的龔書清談和，雙方因此攜手合作歃血為盟，並在新興區同愛街305巷的「西北戲院」、「東南戲院」等戲院商圈一帶成立幫派，該幫成員在江湖報上名號時，便自稱為混跡西北戲院因而得名，媒體寫作「西北派」，外界俗稱為「西北」、「西北仔」角頭等等。西北幫檯面上由龔書清所領導，吳守雄則被視為幕後老大。

### 聲勢上漲
西北幫在1970年代至1980年代間，掌控高雄市後火車站至二號運河沿岸及八德二路一帶的龐大利益，除了經營妓院、私娼生意收取保護費以外，並主導火車站的野雞車營運，以及在幫內大哥「魁哥」楊登魁幕後主持的「藍寶石大歌廳」進行歌廳包檔包秀，使得西北幫的聲望如日中天，並與鄰近的「七賢幫」、「大港埔」、「甘蔗園」、「苓雅寮」、「聯宏院線」等知名角頭分庭抗禮，也因「藍寶石」赫赫有名，吸引各地黑幫前來合作娛樂產業而名利雙收。

### 暴力衝突
1983年間西北幫的幕後老大「阿雄仔」吳守雄，以及檯面上的老大「時鐘」龔書清兩人終究為長年以來的心結及利益問題，再度產生對立引發殺機。同年4月17日上午10時，吳守雄為協調「中菱建設」的債權問題前往高雄市苓雅區中山二路「中山大廈」參加債權人會議，遭到龔書清教唆的四名槍手衝入會場將吳守雄開槍射殺身亡震驚社會。
同年5月3日，基於兩派的新仇舊恨，屬於吳派的「昌仔」李慧昌再因賭場200萬元的債務糾紛，與屬於龔派的「阿心仔」鄭傳心再度爆發衝突事件，李慧昌開槍攻擊鄭傳心的賭場導致多人受傷，鄭傳心隨即策劃手下進行報復。5月5日下午6時鄭傳心與手下林勝仁等人，埋伏在三民區河北二路「禮蘭大廈」，待李慧昌夥同小弟前往該地提領藏匿的槍械之時，兩派人馬隨即展開槍戰，李慧昌的親信小弟李志祥因而遭到槍殺。同日晚間，李慧昌隨即展開復仇，直搗鄭傳心家中開槍掃射，導致鄭傳心與其侄子劉昶緯分別在肩膀及臀部中槍受傷。
1984年5月5日，逃亡中的李慧昌與小弟持槍向鄭傳心尋仇未果，巧遇昔日仇人吳安東並隨即將其槍殺，高雄市警察局為此成立「505專案」全力緝捕逃亡的李慧昌。與此同時，5月15日晚間10時，來自台南白河的幫派份子「加桐仔」籃炎桐、籃炎祥兄弟與西北幫、沙仔地幫成員等十多人在新興區自立一路「泰福閣酒家」飲酒時因鬧事遭到舉報查緝，並與警方發生槍戰，導致新興分局警員林孟龍、黃日藤遭開槍擊斃，以及多位義警及現場民眾受傷震驚社會。
同年7月22日上午10時，李慧昌因女友遭警方逮捕，乘坐計程車前往高雄市新興分局中山路派出所開槍掃射五槍，媒體因而稱李慧昌為「瘋狂殺手」。高雄市陸續多次槍擊命案震驚社會，引起社會廣大輿論，情治單位針對氣燄囂張的西北幫，進行大規模追緝及掃蕩。同年9月間李慧昌的手下及殺手相繼被捕之後，警方在18日接獲密報李慧昌躲藏到台北縣中和市自強路友人家中，於19日晚間展開大規模的包圍並與李慧昌發生槍戰，最終由李慧昌飲彈自盡落幕。同年11月台灣政府實行「一清專案」全國大掃黑，並逮捕西北幫「魁哥」楊登魁等多位重要成員，以及1986年3月4日，名列十大槍擊要犯的「阿心仔」鄭傳心，及其小弟林勝仁在屏東縣潮州鎮興隆路遭到警方圍捕，並將其逮捕歸案，西北幫領導人物幾近全數入獄，勢力瞬間隨之瓦解。

### 聲勢衰退
1986年間，西北幫大老「魁哥」楊登魁於獄中與「大貓」羅福助、「潭哥」吳桐潭等來自台灣各地黑幫角頭共同組成「天道盟」亦擔任顧問。並因發生岩灣監獄暴動事件，楊登魁為爭取社會輿論支持，自願打斷手骨保外就醫，將暴動事件公諸於事因而一舉成名，楊登魁成為轟動全台灣的人物，也被共推為西北幫新領導人及精神領袖。
楊登魁於1988年出獄後經營賭場生意，1990年再因涉及黑幫活動遭到政府實行「迅雷專案」掃黑而短暫入獄，其出獄後投資餐廳、證券、錄影帶、電影院等事業，逐步淡出江湖。1993年間，昔日創幫老大「時鐘」龔書清假釋出獄後，亦選擇退出江湖。西北幫指標性領導人物相繼淡出江湖後，並隨著時代變遷，歌廳秀場文化隨之沒落，老舊戲院拆卸商圈外移，導致西北幫勢力及資金活動來源受到影響而逐漸衰退，也因後續的「治平專案」、「靖平專案」多次的全國掃黑等影響，其近代所延伸的幫派成員行事也趨於低調。

### 近年發展
2012年12月31日，西北幫視為精神領袖也是台灣演藝圈及影視界大老闆的「楊董」楊登魁凌晨病逝於台北榮民總醫院，並於2013年1月5日在台北市第二殯儀館景仰廳盛大舉行追思告別式，來自各地的政治界、商業界、演藝界、幫派等相關人士皆前往悼念。
2014年1月，昔日創幫老大「時鐘」龔書清被發現陳屍在高雄市前鎮區二聖公園地下停車場逃生間，疑為久病厭世自殺身亡。龔晚年居住於高雄苓雅區三多商圈旁的2001大樓，此時已經患有口腔癌。
2019年9月間，知名直播主連千毅引發的直播主之亂，發生恐嚇、街頭鬥毆及槍擊等暴力事件，並意外爆發天道盟太陽會欲南下高雄插旗搶地盤，惹怒假冒高雄在地幫派七賢幫、西北幫等幫地痞流氓，這些地痞更串連組成「后羿聯盟」意圖虛張聲勢對抗天道盟太陽會，太陽會隨即展開砸店報復，鄭大仁的寵物店該店也遭到槍擊警告，報復行動隨即展開。該事件從原本的社會事件，演變成政治事件而備受社會關注，最終在警政署派員南下坐鎮指揮，還派出除暴特勤隊全副武裝逮捕相關涉案人士終告落幕。

## 成員
- 「阿雄仔」吳守雄- 創幫老大，混跡「七賢」出身，原為「豬灶」老大。1983年再次與龔書清對立，並遭到龔派殺手亂槍打死。
- 「時鐘」龔書清- 創幫老大，原為「十八斧頭」老大，1983年唆使手下槍殺吳守雄後遭逮捕入獄。1993年假釋出獄後隱退江湖。2014年1月8日逝世。
- 「魁哥」楊登魁 -台灣演藝界大亨、八大電視台創辦人，同時也是天道盟前總顧問。楊登魁年紀與江湖輩份比創幫的吳、龔兩人年長，因此早期即受尊崇，80年代後期亦被視為西北幫精神領導人，晚年淡出江湖經營電視、娛樂業後多被稱呼為「楊董」、「楊桑」。2012年12月31日病逝。
- 「秋郎」黃秋郎 -西北幫大老，曾與楊登魁、七賢幫張省吾、蔡松雄等人被媒體合稱為「高雄四大金剛」[30]而聞名。
- 「雙伍仔」楊雙伍 -早年混跡在西北幫地盤亦被警方認為是西北幫成員，因槍擊高凌風及槍殺劉偉民而成為十大槍擊要犯。並在獄中響應天道盟成立聯正會。2005年出獄後淡出江湖。
- 「昌仔」李慧昌 -原為七賢幫張省吾旗下人馬[31]，後追隨吳守雄擔任保鑣，曾名列十大槍擊要犯，媒體稱為「瘋狂殺手」並與芳明館梁國愷並稱為「北梁南李」。1984年9月遭警方追緝圍捕時舉槍自盡。
- 「阿心仔」鄭傳心 - 老大龔書清入獄後接位，與李慧昌互相對立成為十大槍擊要犯。1986年3月遭警方逮捕入獄，晚年出獄後隱退江湖。2019年10月逝世。

## 參閲
- 臺灣黑幫